# San Lorenzo (Califòrnia)
San Lorenzo és una concentració de població designada pel cens dels Estats Units a l'estat de Califòrnia. Segons el cens del 2000 tenia 21.898 habitants.

## Demografia
Segons el cens del 2000, San Lorenzo tenia 21.898 habitants, 7.500 habitatges, i 5.677 famílies. La densitat de població era de 3.052,3 habitants/km².
Dels 7.500 habitatges en un 34,7% hi vivien nens de menys de 18 anys, en un 58,1% hi vivien parelles casades, en un 12,6% dones solteres, i en un 24,3% no eren unitats familiars. En el 19,1% dels habitatges hi vivien persones soles l'11,5% de les quals corresponia a persones de 65 anys o més que vivien soles. El nombre mitjà de persones vivint en cada habitatge era de 2,92 i el nombre mitjà de persones que vivien en cada família era de 3,34.
Per edats la població es repartia de la següent manera: un 25,2% tenia menys de 18 anys, un 8% entre 18 i 24, un 29,5% entre 25 i 44, un 21,3% de 45 a 60 i un 16% 65 anys o més.
L'edat mediana era de 38 anys. Per cada 100 dones de 18 o més anys hi havia 91,3 homes.
La renda mediana per habitatge era de 56.170 $ i la renda mediana per família de 61.787 $. Els homes tenien una renda mediana de 43.626 $ mentre que les dones 34.531 $. La renda per capita de la població era de 21.922 $. Entorn del 3,7% de les famílies i el 5,4% de la població estaven per davall del llindar de pobresa.

## Poblacions properes
El següent diagrama mostra les poblacions més properes.